# Timbre transdermique
Pour les articles homonymes, voir Timbre et Patch.
Un timbre transdermique ou patch est un moyen de diffusion d'un médicament au travers de la peau en diffusant une certaine dose de produit dans le corps via le sang ou la lymphe grâce à la chaleur corporelle et à la solubilité du produit. 

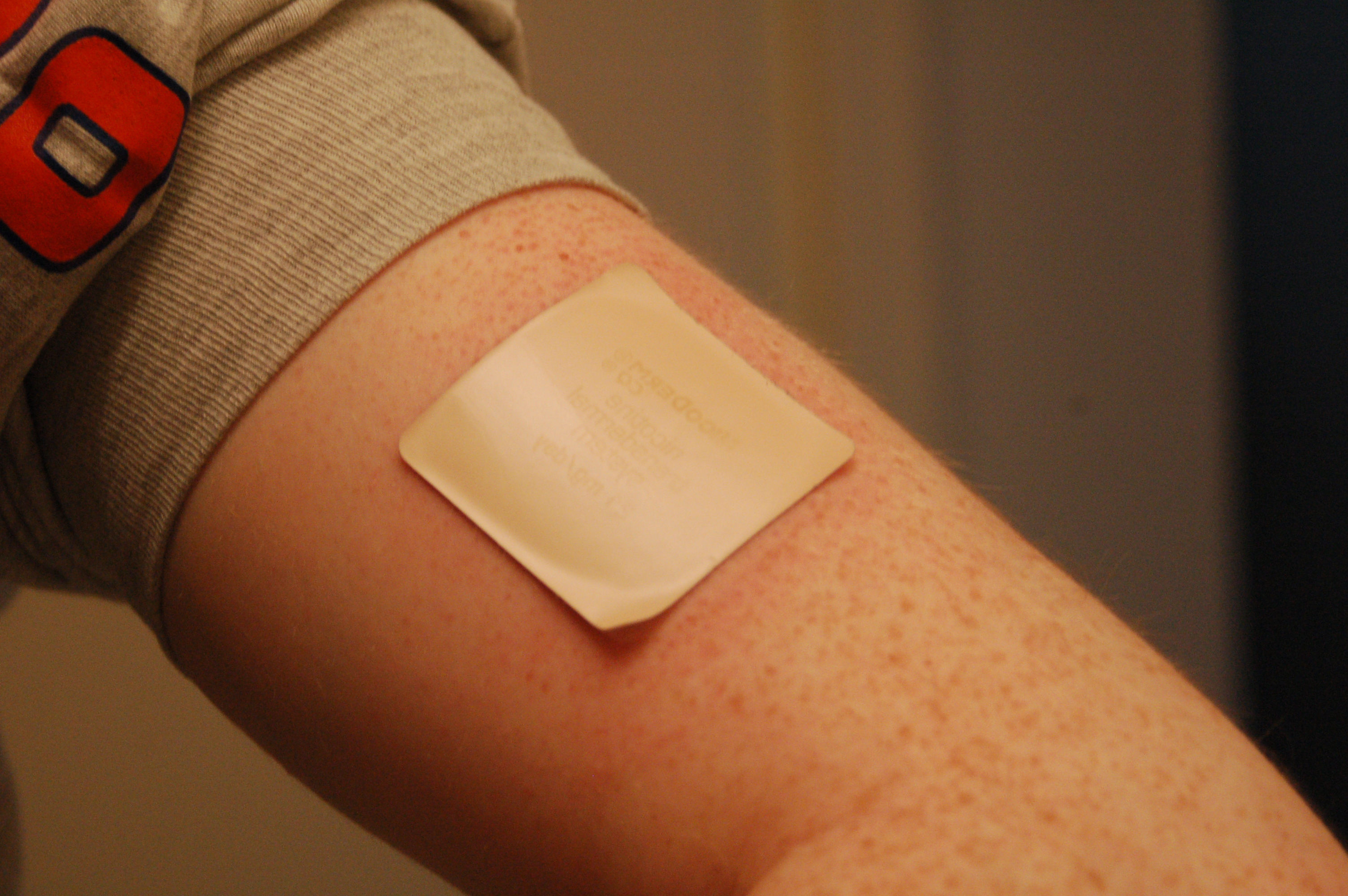
Timbre de 21 mg de nicotine (Nicoderm) appliqué sur le bras gauche pour aider un fumeur à arrêter de fumer

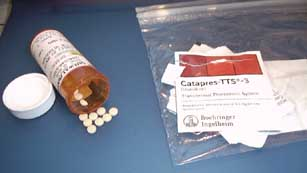
Pilules de clonidine et timbre pour diffusion transdermique

## Intérêt et limites
Un des  avantages de la voie transdermique d'administration d'un médicaments (sur les autres types, comme par voie orale, topique, etc., ) est de permettre une libération plus ou moins lente et mieux contrôlée du médicament. Une limite à ce traitement cependant est que la peau est une barrière très efficace pour de nombreuses molécules et qu'elle est plus ou moins épaisse selon ses parties et selon les individus et leur âge. 
Une grande variété de produits pharmaceutiques peut être dispensée par voie transdermique, mais certaines macromolécules telles que l'insuline sont trop grosses pour passer à travers la peau.
Certaines molécules pharmaceutiques doivent être combinées avec un solvant (alcool par exemple) dans le timbre pour augmenter leur capacité à pénétrer la peau. D'autres seront appliquées à différentes parties du corps (comme la nitroglycérine).

## Historique
Une bande adhésive de fludroxycortide (en) imprégnés de colle avait été développée et vendue aux États-Unis comme « bandes Cordran » pour le traitement de la peau elle-même ; on a constaté que le fludroxycortide (stéroïde) était absorbé par la peau et diffusé par voie générale, mais ce n'était pas l'action initialement visée.
Le premier timbre médicamenteux commercialisé a été approuvé par la Food and Drug Administration (FDA) aux États-Unis en décembre 1979 et administrait de la scopolamine contre le « mal des transports » (cinétose),.

## Développement
Avant que ces timbres n'arrivent sur le marché, ils doivent être soigneusement étudiés et testés. Ainsi, l'étape de séchage est cruciale pour assurer la qualité du timbre et une biodisponibilité appropriée du principe actif. La réaction (cinétique) du médicament à la température est notamment testée au moyen de cellules en verre appelées "cellules de diffusion de Franz" (Franz Diffusion Cell systems) ou de cellules en plastiques.

## Utilisations les plus populaires
- Le timbre transdermique le plus utilisé aux États-Unis et en Europe a d'abord été le timbre de nicotine qui libère de la nicotine dans l'organisme d'un fumeur pour l'aider à opérer un sevrage plus progressif lors du processus de désintoxication.
- Le fentanyl, un analgésique pour la douleur aiguë compte parmi les plus utilisés
- Des timbres cutanées diffusent des œstrogènes pour diminuer certains effets de la ménopause et pourraient améliorer le risque d'ostéoporose associé à la ménopause.
- Des timbres de nitroglycérine traitent l'angine de poitrine.
- Des timbres de lidocaïne vendus sous le nom de Lidoderm traitent certaines douleurs (mais doivent doit être enlevés après 12 heures d'utilisation).
- Le diclofénac épolamine (commercialisé sous le nom de Flector) est un timbre transdermique anti-inflammatoire non stéroïdien (AINS) pour le traitement topique des douleurs aiguës (entorses, contusions, fibromyalgie et arthrite).
- la clonidine a également été administrée par voie transdermique[4].
- La buprénorphine (vendue en timbre sous le nom de BuTrans) traite des douleurs chroniques modérées à sévères.

Les fabricants ont récemment développé une gamme de timbre contraceptif, antidépresseurs, analgésique, stimulants ou traitant le trouble du déficit de l'attention/TDAH. 
De la vitamine B1 et de l'aloès sont également disponibles en timbre comme insectifuges.
On trouve sur le marché le patch plantaire de détoxication, souvent rapproché de la médecine chinoise qui, placé le soir avant le coucher sur la plante des pieds, se retrouve tout noir le lendemain et auxquels il est prêté la vertu de détoxifier le corps.[réf. nécessaire]

## Effets  indésirables
- En 2005, la FDA a annoncé étudier d'éventuels liens entre des décès ou effets indésirables graves liés à une overdose de narcotiques analgésiques chez les patients utilisant le Duragesic, un timbre transdermique à la fentanyl  pour le contrôle de la douleur, alors qu'ils utilisaient aussi un médicament Cisapride (depuis retiré de la vente aux États-Unis en raison de ses effets sur le cœur (arythmie)). L'étiquette du produit Duragesic a été mise à jour en juin 2005 pour intégrer de nouvelles  informations de sécurité[5].

- En 2009, la FDA a également lancé une alerte de santé publique relative à un risque de brûlures durant un processus  d'imagerie par résonance magnétique par scanner (IRM) pour les timbres transdermiques contenant des métaux comme médicaments. Les patients doivent être informés qu'ils doivent ôter tout timbre médicamenteux avant une IRM et le remplacer par un nouveau timbre après être sorti du scanner[6].

## Composants
Les principales composantes d'un timbre transdermique vendu dans le commerce sont :
- un emballage qui protège le timbre durant l'entreposage. Le revêtement est enlevé avant l'utilisation :
- le médicament en solution susceptible de traverser la peau, et en contact direct avec le côté du timbre qui sera appliqué sur la peau ;
- l'adhésif qui sert à la fois à lier les composants du timbre et à ce que le timbre adhère à la peau ;
- la membrane qui contrôle la libération du médicament stocké dans le réservoir multicouche ;
- le dos du timbre ; étanche il protège le contenu du timbre de l'environnement.